# Milionario per caso
Milionario per caso (Money for Nothing) è un film statunitense del 1993 diretto da Ramón Menéndez.

## Trama
Joey è un disoccupato che cerca di guadagnare qualcosa scaricando merci al porto, un giorno mentre è in auto con un suo amico trovano una borsa contenente denaro contante destinato a un casinò di Atlantic City e decide di tenere l’intera cifra.